# Rüdəkənar (Astara)
Rüdəkənar è un comune dell'Azerbaigian situato nel distretto di Astara.